# مبرهنة نوتر

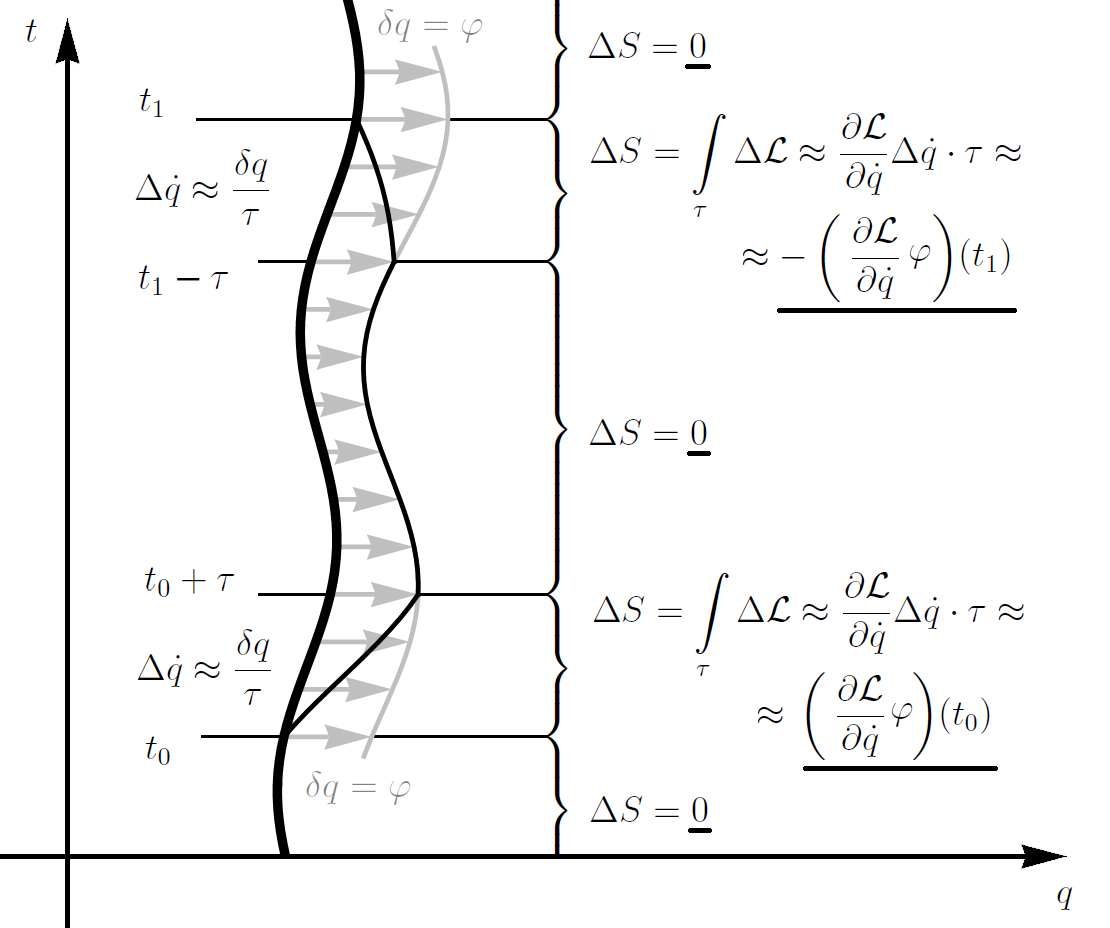

مبرهنة نوتر تعتبر أهم مبرهنات ونتائج الفيزياء النظرية التي تظهر أن قانون الانحفاظ يمكن اشتقاقه من أي تناظر استمراري. فمثلا قوانين الفيزياء لا تتغير من لحظة إلى أخرى، مما يعني أن القوانين متناظرة (لامتباينة أو صامدة invariant) بالنسبة للزمن.
لو تخيلنا مثلا أن قوة الثقالة قد تغيرت من يوم لآخر، عندئذ سيتم خرق قانون الانحفاظ للطاقة عن طريق رفع ثقل ما عندما تكون الثقالة خفيفة، ومن ثم خفضه عندما تكون الثقالة قوية مما يمنحنا فرق في الطاقة لصالحنا (نحصل على طاقة في عملية الهبوط أكثر من المبذولة في عملية الرفع).
تنص مبرهنة نوتر، والمعروفة أيضًا بمبرهنة نوتر الأولى، على أن كل تناظر تفاضلي للفعل الخاص بنظام فيزيائي له قانون حفظ مقابل. أثْبَتَت المبرهنةَ عالمة الرياضيات أماليا إيمي نوتر في عام 1915 ونشرت في عام 1918، ذلك بعد أن أثبتت حالة خاصة من قبل يوجين كوساه وفرانسوا كوساه في عام 1909. فعل النظام الفيزيائي هو التكامل الزمني لدالة لاغرانجيان (التي قد تكون تكاملًا حجميًا لدالة كثافة لاغرانجيان)، والذي يمكن من خلاله تحديد سلوك النظام من خلال مبدأ الفعل الأدنى. تنطبق هذه المبرهنة فقط على التناظرات المستمرة والسلسة على مساحة مادية.
تُستخدم مبرهنة نوتر في الفيزياء النظرية وأيضًا في حساب المتغيرات. تُعد تعميمًا للصياغات على ثوابت الحركة في ميكانيكا لاغرانج وميكانيكا هاملتون (اللتان طوّرتا في عامي 1788 و1833 على التوالي). لا تنطبق على الأنظمة التي لا يمكن نمذجتها باستخدام لاغرانجيان فقط (على سبيل المثال، الأنظمة التي لها دالة تبدد رايلي). بشكل أكثر تحديدًا، ليس من الضروري أن يكون للأنظمة التبددية ذات التناظر المستمر قانون حفظ مقابل.
تنص مبرهنة نوتر الأولى على أن لكل تناظر مختلف لشيء ما قانون حفظ. على سبيل المثال، إذا قمت بضرب كرتين رخاميتين معًا على طاولة، فسيكون ذلك مثل ضربهما معًا على الأرض، أي أن الموقع لا يهم طالما ضُربتا معًا بالطريقة نفسها. هنا، الكمية المحفوظة هي الزخم.

## المبدأ
نشرت مبرهنة نوتر في عام 1918 حيث بينت ان جميع قوانين الفيزياء تستند إلى مبدأ الفعل الأصغر Principle of least action، وقد سميت نسبة للرياضية إيمي نوتر، التي عاشت في بدايات القرن العشرين.
مبرهنة نوتر تشكل علاقة في الميكانيكا بين أزواج المتغيرات المترافقة — إذا كان الفعل لامتباين نتيجة تغير في واحد أو أكثر من المتغيرات الفيزيائية فعندئذ تكون معادلات الحركة تنتج من الحفاظ على الفعل ثابتا محافظة مقابلة في قيمة باقي أزواج المتغيرات. هذه الأزواج المترافقة تلعب دورا أساسيا حرجا في النظرية الكمومية— فهم أزواج المتغيرات المرتبطة بمبدأ ارتياب هايزنبرغ (مثل الموضع والاندفاع (كمية الحركة) وأيضا الزمن والطاقة).

## خلفية وتوضيحات أساسية
كتوضيح، إذا كان النظام الفيزيائي يسلك بنفس الطريقة بصرف النظر عن اتجاهه في الفضاء، فإن اللاغرانجيان له يكون متناظرًا في ظل تناوب مستمر: من خلال هذا التناظر، تفرض مبرهنة نوتر أن الزخم الزاوي للنظام يكون محفوظًا نتيجة قوانين الحركة الخاصة بالنظام. لا يلزم أن يكون النظام المادي نفسه متناظرًا، فعلى سبيل المثال، الكويكب المتعرج في الفضاء يحافظ على الزخم الزاوي على الرغم من عدم تناظره. قوانين الحركة هي المتناظره.
كمثال آخر، إذا أظهرت العملية الفيزيائية نفس النتائج بصرف النظر عن المكان أو الزمان، فإن اللاغرانجيان لها متناظر تحت الإزاحات المستمرة في المكان والزمان تباعًا.
تعتبر مبهرنة نوتر مهمة، ليس فقط بسبب المعرفة التي تقدمها فيما يتعلق بقوانين الحفظ، ولكن أيضًا لإمكانية استخدامها كأداة حسابية عملية. تسمح المبرهنة للباحثين بتحديد الكميات المحفوظة (اللامتغيرات) من التناظرات الملحوظة للنظام الفيزيائي. وعلى النقيض من ذلك، فهي تسمح للباحثين بأخذ فئات كاملة مفترضة من اللاغرانجيان مع بعض اللامتغيرات المُعطاة من أجل وصف النظام الفيزيائي. كإيضاح، إن افترضنا اقتراح نظرية فيزيائية تحافظ على الكمية X. يمكن للباحث حساب أنواع اللاغرانجيان التي تحافظ على X من خلال تناظر مستمر. بفضل مبرهنة نوتر، توفر خصائص اللاغرانجيان معايير إضافية لفهم النتائج المترتبة، وأيضًا للحكم على مدى ملاءمة النظرية الجديدة.

## بيان غير رسمي للمبرهنة
إذا وضعنا جميع النقاط الفنية الدقيقة جانبًا، من الممكن عرض المبرهنة بشكل غير رسمي.
إذا كان للنظام خاصية تناظر مستمر، فهناك كميات مقابلة يُحافظ على قيمها مع الزمن.
تنص نسخة أكثر تطورًا من المبرهنة، والتي تنطوي على الحقول، على ما يلي:
في مقابل كل تناظر تفاضلي ناتج عن أفعال موضعية، يكون هنالك تيار محفوظ.
تشير كلمة «تناظر» في البيان أعلاه، بشكل أكثر دقة، إلى التغاير في الشكل الذي يتخذه القانون الفيزيائي فيما يتعلق بزمرة لاي أحادية البعد من التحولات، والتي تستوفي معايير تقنية معينة. عادة ما يُعبّر عن قانون الحفظ لكمية فيزيائية بمعادلة الاستمرارية.